# Ekonomska škola Brčko
Ekonomska škola Brčko, državna je obrazovna ustanova u Brčkom. Najstarija je obrazovna ustanova takve vrste u Bosni i Hercegovini. Od 2003. godine, izdaje časopis Ekonomist.

## Povijest
Krajem 19. st. Brčko se ubrzano razvija, a zahvaljujući razvoju trgovine postaje trgovačko, gospodarsko i kulturno središte bosanske Posavine. Za unaprjeđenje trgovine javila se potreba za prikladnom strukovnom naobrazbom. Brčanski trgovci i gospodarstvenici pokreću inicijativu za osnivanje trgovačke škole. Postojanje zanimanja na širem području za osnivanjem stručne škole potvrđuje činjenica kako su inicijativu podržale i susjedne mjesne zajednice: Gradačac, Bijeljina, Bosanski Šamac i Orašje.

### Trgovačka škola
U jesen 1883. godine osnovana je prva Trgovačka škola u Brčkom, a istovremeno i prva srednja škola te vrste u Bosni i Hercegovini. Ova škola otvorena je radi osposobljavanja kadrova za vođenje trgovinskih poslova, koji su se u to vrijeme razvijali u Brčkom. Općina je za privremeni smještaj novoosnovane trgovačke škole osigurala prostorije u staroj zgradi općine  i odmah počela s pripremama za novu odgovarajuću školsku zgradu.
Općina je Crkvenoj pravoslavnoj općini uputila molbu za dodjelu zemljišta na kojem će se graditi škola. Crkvena općina SPC-a je 1884. godine razmatrala molbu Općine i odlučila darovati traženo zemljište za izgradnju trgovačke škole. Radovi su ubrzo počeli i školska zgrada koja je imala sve potrebne uvjete završena je i otvorena 1885. godine. Škola je imala četiri razreda, a od 1883. do 1919. škola je obrazovala 35 generacija.
Raspored nastavnih predmeta iz godine se u godinu mijenjao, tako da se iz Rasporeda sati iz 1911. godine može uočiti promjena. Uvedena su dva nova predmeta, francuski i mađarski jezik, dok je bošnjački promijenio naziv u srpskohrvatski. Da je sloboda vjeroispovijesti bila jednako zastupljena u Trgovačkoj školi govori i činjenica da su učenici pohađali sljedeće predmete vjeronauka: rimokatolički, pravoslavni, muslimanski, vjeronauk španjolskih Židova (sefarda) i vjeronauk austrougarskih Židova (Aškenazi). Za učenike Trgovačke škole u Brčkom bilo je omogućeno i dobivanje stipendija, zemaljske vlade u Sarajevu ili općinskih vlasti u Brčkom.
Kadrovi koji su kroz školu prolazili zaslužni su za brzi razvoj Brčkog u gospodarskom pogledu u jedno od trgovinsko-gospodarsko središte Bosne i Hercegovine. Poslije završetka Prvoga svjetskoga rata u Brčkom se provodi reforma školstva, što je školske 1919./20. godine imalo za rezultat zatvaranje Trgovačke škole, umjesto koje je osnovana Niža gimnazija. 
Odmah po zatvaranju Trgovačke škole provode se koraci ka otvaranju Trgovačke akademije. Već 1921. godine izdvojena su sredstva za stručnu trgovačku školu. Godine 1922. za trgovačku školu sredstva su osigurana proračunom. Usporedno je vođena prepiska s pokrajinskom upravom za osiguravanje potrebnih dozvola. Tijekom 1921. traju aktivnosti na osiguravanju proračunskih sredstava kojima je 1922. odobreno uspostavljanje stručne trgovačke škole. Školske 1923./24. u Brčkom se otvara prvi razred Trgovačke akademije. Nema podataka koliko je učenika bilo upisano tada, ali postoje podatci prema kojima se u školsku 1924./25. godini u I. i II. razred upisalo ukupno 68 učenika (40 muških i 28 ženskih). Prvi maturantski ispiti održani su 1927. godine. Ispitu je pristupilo 18 kandidata. Početkom školske 1930./31. godine Državna trgovačka akademija u Brčkom premješta se u Banja Luku, da bi od školske 1939./40. godine došlo do njezinog ponovnog otvaranja u Brčkom. Akademija je radila i za vrijeme Drugoga svjetskoga rata, kao i poslije njegova završetka.

### Ekonomska škola
Školske 1950./51. godine Trgovačka akademija mijenja svoj naziv u Srednju ekonomsku školu Brčko da bi od školske 1958./59. dobila novi naziv Ekonomska škola Brčko. Tih godina stiže školovani nastavni kadar i upisuje se sve veći broj učenika. Zgrada koja je namjenski građena za trgovačku školu, poslije skoro osamdeset godina, postaje tijesna i javlja se potreba za većim prostorom. Škola sa sve više učenika i nastavnika imala je razumijevanje i podršku nadležnih vlasti, te je 1961. godine završena izgradnje nove zgrade u kojoj škola i danas djeluje. Tih se godina radilo na opremanju škole, proširivana je suradnja s ustanovama u okruženju, potpomognuto je osnivanje škole u Bijeljini, Bosanskom Šamcu, a zatim u Gradačcu i Orašju.
Međutim, školske 1968./69. godine pri školi su otvoreni novi odjeli trgovinske i ugostiteljske struke i škola dobiva konačno ime Ekonomsko-trgovinsko-ugostiteljski školski centar (ETŠC) u Brčkom. Od tada se u školi obrazuju ekonomisti, trgovci i ugostitelji. Odjel u Srebreniku otvoren je 1972. godine. Učenici i nastavnici su u tom razdoblju angažirani u radu izvannastavnih aktivnosti, a svoja dostignuća godinama predstavljaju na mnogobrojnim priredbama učenicima seoskih osnovnih škola i seoskih mjesnih zajednica u Bukviku, Brezovom Polju, Obudovcu.
Organiziraju se natjecanja na različitim razinama, česti su posjeti kazalištu, tvornicama, statističkim zavodima. Izleti u okolna mjesta i posjeti kulturnim i povijesnim spomenicima širom Jugoslavije organiziraju se često i masovno, kao i radne akcije za mladež. Zapaženi su i nastupi Ekonomske škole na manifestaciji „Mladi graditelji”. Osposobljavanjem stručnih kadrova škola je imala veliki značaj za gospodarstvo, trgovinu i ugostiteljstvo. Školske 1982./83. godine škola ponovo mijenja svoj naziv u Centar za usmjereno obrazovanje Boriša Kovačević u Brčkom i pod tim nazivom radi sve do školske 1991./92. godine.
Početkom rata u Bosni i Hercegovini, već u ožujku i travnju, učenici se ispisuju i napuštaju školu. Do ponovnoga početka rada Škole u gradu dolazi ljeta 1993. godine. Školske 1993./1994. godine upisuje se šesto učenika. U narednom razdoblju zajedno rade Ekonomska škola i Gimnazija, do odvajanja Gimnazije 1998. godine. Broj učenika tijekom ratanije bio stalan. Također, maočki Bošnjaci su 1993. godine osnovali JU Mješovitu srednju ekonomsku školu. Ona je 1995. godine promijenila sjedište, iz Maoče u Gornji Rahić. U razdoblju od 1993. do 2000. godine u školi je radilo od 19 do 29 zaposlenih radnika. Na kraju svake školske godine organizirana je maturalna večer. Tek u školskoj 1996./97. godini za učenike su organizirani posjeti u Tuzlu i Sarajevo, a u svibnju 1997. godine maturantima je organizirana maturalac u  Budimpeštu i Balaton.
Također, 1995. godine u ratnoj općini Ravne-Brčko osnovana je Srednja ekonomska škola, a koja je počela s radoim u rujnu iste godine. Sjedište joj je bilo u Bijeloj. Poslije dvije godine, škola se seli u obnovljenu osnovnu školu u Dubravama. Škola je radila pod nazivom Srednja ekonomska škola Ravne-Brčko, a bila je u sastavu Srednjoškolskog centra iz Orašja, nastavnim planom i programom iz Mostara, iz tadašnje Herceg-Bosne. Kao takva, škola je radila do uspostave Brčkog kao distrikta Bosne i Hercegovine.
Od školske 2001./2002. godine, primjenom novog Zakona o obrazovanju u osnovnim i srednjim školama Brčko distrikta BiH, dolazi do spajanja škola i stvaranja novih nastavnih planova i programa: iz triju srednje škole nastaje jedna srednja škola koja radi pod nazivom JU Ekonomska škola Brčko. Te školske godine škola je imala 1.758 učenika raspoređenih u 62 odjela. U školskoj 2016./2017. godini Ekonomsku školu Brčko pohađa 727 učenika raspoređenih u 36 odjela. Škola ima knjižnicu, kabinete za informatiku, daktilografiju, praktičnu nastavu i športsku dvoranu, koja je otvorena u sklopu četvrte godišnjice postojanja Distrikta, 8. ožujka 2004. godine. Do tada je Ekonomska škola desetljećima koristila gradsku dvoranu Partizan. Svečanom otvaranju pored učenika i zaposlenih prisustvovali su mnogi gosti iz političkog i športskog života. Tijekom dana dvoranu koriste učenici, a u večernjim terminima športski klubovi i rekreativci.

## Poznati učenici
- Mitar Trifunović Učo, narodni heroj
- Jelenka Voćkić, partizanka
- Arif Dervišević, partizan
- Muzafer Dervišević, novinar
- Ivan Jozić, ekonomist
- Stevan Stević, ekonomist
- Edvin Kanka Ćudić, aktivist za ljudska prava
- Nikola Stevanović, ekonomist
- Esad Pitić, ekonomist
- Murat Sinanagić, ekonomist
- Nermina Sinanagić, interpretatorica sevdaha
- Jelena Petrović Lukić, likovna umjetnica

## Statistika
| broj stanovnika | 1743  | 1570  | 1404  | 1308  | 1263  | 1286  | 1234  | 1115  | 1119  | 1126  | 1115  | 1184  | 1025  | 915   | 824   | 727   | 699   | 703   |
|                 | 2001. | 2002. | 2003. | 2004. | 2005. | 2006. | 2007. | 2008. | 2009. | 2010. | 2011. | 2012. | 2013. | 2014. | 2015. | 2016. | 2017. | 2018. |

## Ravnatelji (1980.-)
- Mehmedalija Jakubović (1980. — 1982.)
- Stevo Vuković (1982. — 2002.)
- Mirzeta Arnautović (1993. — 1998.)
- Mato Jurišić (1995. — 2001.)
- Rizo Čivić (1998. — 1998.)
- Elizabeta Dervišević (1998. — 2012.)
- Abdulah Bećirović (2012. — 2013.)
- Radojka Lazarević (2013. — 2016.)
- Zora Pajkanović (2016. — trenutno)

## Vanjske poveznice
- Ekonomska škola Brčko  Arhivirana inačica izvorne stranice od 30. svibnja 2022. (Wayback Machine), službeno mrežno mjesto